# Amata orbiculifera
Amata orbiculifera är en fjärilsart som beskrevs av Hans Zerny 1912. Amata orbiculifera ingår i släktet Amata och familjen björnspinnare. Inga underarter finns listade i Catalogue of Life.